# شمشیربازی در المپیک تابستانی ۱۹۶۸
شمشیربازی در بازی‌های المپیک تابستانی ۱۹۶۸ نام رویداد ورزش شمشیربازی در بازی‌های المپیک تابستانی بود که در سال ۱۹۶۸ برگزار شد.

## جدول مدال‌ها
| رتبه | کشور              | طلا | نقره | برنز | مجموع |
| ۱    | اتحاد شوروی (URS) | ۳   | ۴    | ۰    | ۷     |
| ۲    | مجارستان (HUN)    | ۲   | ۲    | ۳    | ۷     |
| ۳    | لهستان (POL)      | ۱   | ۰    | ۲    | ۳     |
| ۴    | فرانسه (FRA)      | ۱   | ۰    | ۱    | ۲     |
| ۴    | رومانی (ROU)      | ۱   | ۰    | ۱    | ۲     |
| ۶    | ایتالیا (ITA)     | ۰   | ۱    | ۱    | ۲     |
| ۷    | مکزیک (MEX)       | ۰   | ۱    | ۰    | ۱     |

## کشورهای شرکت کننده
| - آرژانتین (۱۰) - استرالیا (۵) - اتریش (۵) - بلژیک (۳) - برزیل (۴) - کانادا (۵) - کوبا (۱۳) - آلمان شرقی (۴) - مصر (۴) - فرانسه (۲۰) - بریتانیای کبیر (۱۷) | - مجارستان (۲۰) - ایرلند (۴) - ایتالیا (۱۹) - ژاپن (۵) - لبنان (۳) - لوکزامبورگ (۱) - مکزیک (۱۴) - آنتیل هلند (۳) - نروژ (۲) - پاراگوئه (۱) - پرو (۱) - لهستان (۲۰) | - پرتغال (۴) - پورتوریکو (۱) - رومانی (۱۰) - اتحاد شوروی (۲۰) - سوئد (۶) - سوئیس (۵) - ایالات متحده آمریکا (۲۰) - اروگوئه (۱) - ونزوئلا (۴) - ویتنام (۱) - آلمان غربی (۲۰) |